# Epithema saxatile
Epithema saxatile är en tvåhjärtbladig växtart som beskrevs av Carl Ludwig von Blume. Epithema saxatile ingår i släktet Epithema och familjen Gesneriaceae. Inga underarter finns listade i Catalogue of Life.